# Боршт (Копер)
Боршт (словен. Boršt) — поселення в общині Копер, Регіон Обално-крашка, Словенія. Висота над рівнем моря: 352,8 м.